# Washburn (Dakota del Nord)
Washburn (arikara: iinetuhkatákux [iineetUkatákUx] ) és una població dels Estats Units a l'estat de Dakota del Nord. Segons el cens del 2000 tenia 1.389 habitants.

## Demografia
Segons el cens del 2000, Washburn tenia 1.389 habitants, 557 habitatges, i 407 famílies. La densitat de població era de 301,3 hab./km².
Dels 557 habitatges en un 36,4% hi vivien nens de menys de 18 anys, en un 63,4% hi vivien parelles casades, en un 6,6% dones solteres, i en un 26,9% no eren unitats familiars. En el 25,1% dels habitatges hi vivien persones soles el 10,8% de les quals corresponia a persones de 65 anys o més que vivien soles. El nombre mitjà de persones vivint en cada habitatge era de 2,49 i el nombre mitjà de persones que vivien en cada família era de 2,96.
Per edats la població es repartia de la següent manera: un 28,4% tenia menys de 18 anys, un 5,2% entre 18 i 24, un 27,3% entre 25 i 44, un 26,3% de 45 a 60 i un 12,9% 65 anys o més.
L'edat mediana era de 40 anys. Per cada 100 dones de 18 o més anys hi havia 98,2 homes.
La renda mediana per habitatge era de 40.789 $ i la renda mediana per família de 54.250 $. Els homes tenien una renda mediana de 47.500 $ mentre que les dones 21.364 $. La renda per capita de la població era de 19.726 $. Entorn del 5,9% de les famílies i el 8,6% de la població estaven per davall del llindar de pobresa.

## Poblacions més properes
El següent diagrama mostra les poblacions més properes.